# Homonnai Katalin (színművész)
Homonnai Katalin (Szolnok, 1973. május 24. –) Aase-díjas magyar színésznő. 

## Életpályája
Kisgyermekkorát nagy részben Szentesen töltötte. Apja katona tiszt volt, akit 17 éves korában elveszett, autóbalesetben hunyt el. Anyjával és nővérével ingáztak az országban. Többször felvételizett sikertelenül a színművészeti főiskolára. 1993-1994 között a Kaposvári Főiskola tanító szakán tanult, ott egy évig a Csokonai Színkör tagja volt. 1994-től a Stúdió K előadásaiban szerepel. Szinkronizálással is foglalkozik.

## Színházi szerepeiből
- William Shakespeare: W. S. Othello néger mór... Emília, Jago felesége
- Heinrich von Kleist: Heilbronni Katica... Thurneck Kunigunda; Második bíró
- Friedrich Dürrenmatt: Bakfitty... Tullius Rotunda, belügyminiszter
- Eugene O’Neill: Utazás az éjszakába... Mary Cavan Tyrone
- Reginald Rose: Tizenkét dühös ember... Szereplő
- Paul Claudel: Az angyali üdvözlet... Violaine
- Arthur Schnitzler: Körtánc... A cukorbaba
- Kosztolányi Dezső: Nero... Octavia; Tanítvány
- Csáth Géza: A józanok csendje... Lány
- Závada Pál: A Széplélek... Lajos; gyerek és fiatal Lajos; 1. színész
- Szeredás András – Fodor Tamás: Dagerrotípia... Horvátné Sz. Júlia; „ferencjóska”
- Tóth Réka Ágnes – Homérosz: Odüsszeusz bolyongásai... Pallasz Athéné, a bölcsesség istennője
- Zalán Tibor: 100+1 holdaspagony... Zizimackó
- Kárpáti István - Hajós Zsuzsa: Szélben szállók... Doja

## Filmes és televíziós szerepei
- A tanár (2018) – Zoé
- Jupiter holdja (2017)
- Toxikoma (2021) – Tünde

## Díjai és kitüntetései
- Aase-díj (2018)[5][6]